# 鶴見朝鮮初級学校

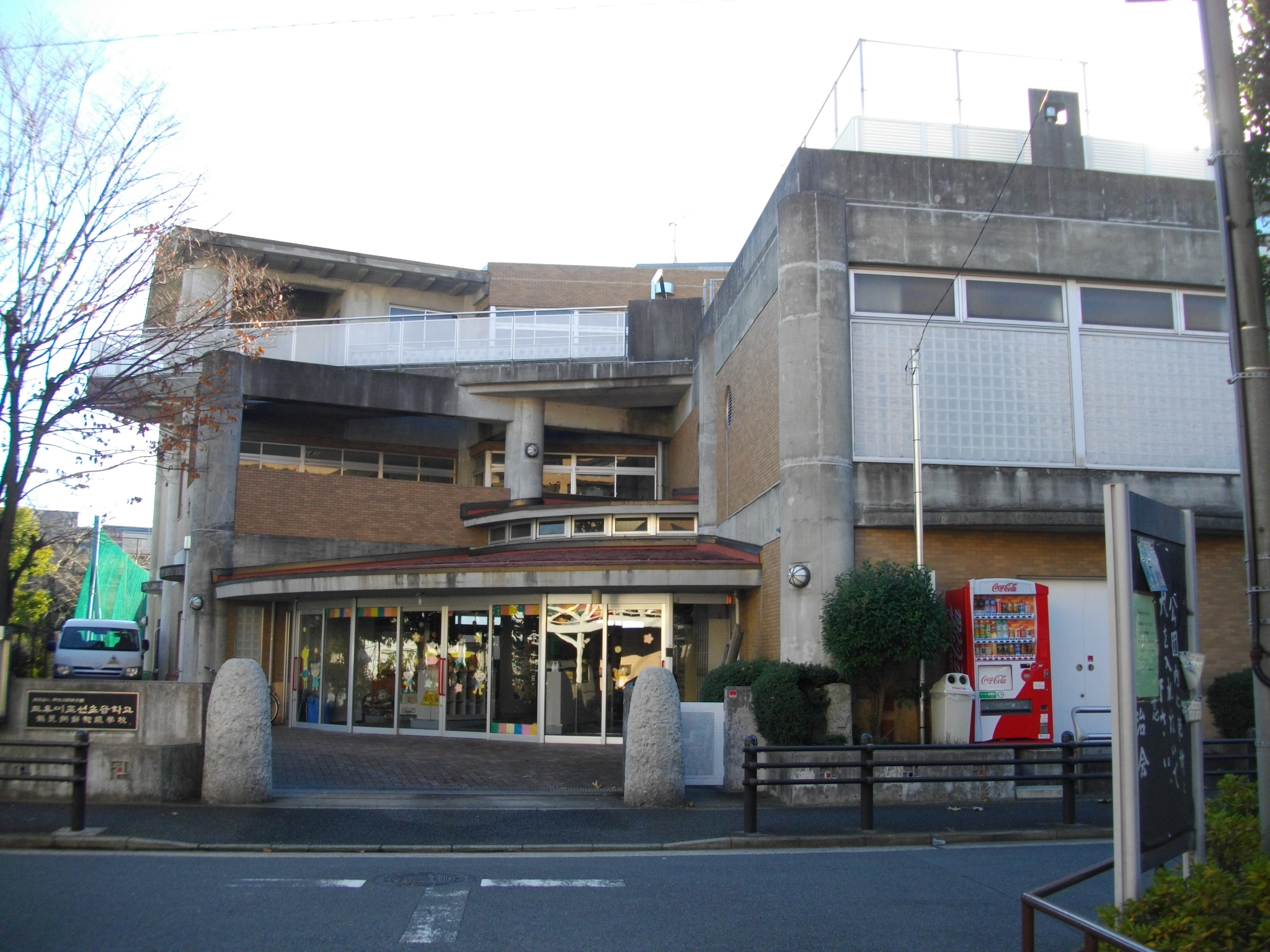
鶴見朝鮮初級学校

鶴見朝鮮初級学校（つるみちょうせんしょきゅうがっこう、쯔루미조선초급학교）は、学校法人神奈川朝鮮学園が運営する神奈川県横浜市鶴見区に存在した朝鮮学校である。
日本の幼稚園・小学校に相当する教育を行っていた各種学校（非一条校）であった。

## 沿革
- 1935年 - 鶴見区で夜間朝鮮語講習が実施されるようになる。
- 1946年 - 横浜市立下野谷小学校の校舎を借りて鶴見朝鮮学院が設立される。この際に、衆議院議員門司亮が保証人として土地取得に協力した[1]。
- 1949年 - 朝鮮学校閉鎖令が発令されて、横浜市立下野谷小学校小野分校に改称。
- 1953年 - 付属幼稚園が日本国内に1番早く設置される。
- 1965年 - 学校法人の認可を受けて、神奈川朝鮮学園鶴見朝鮮初級学校となる。
- 2003年 - 現校舎完成
- 2005年（?） - 初級部が廃止。
- 2006年 - 横浜朝鮮初級学校の附属幼稚園が統合され、横浜市唯一の朝鮮幼稚園となる。
- 2008年 - 一口2000円運動を展開し通園バスを購入
- 2009年 - 青商会の支援の下運動場を芝生化
- 2020年 - 横浜朝鮮初級学校附属幼稚班に統合
- 2023年 - 53年使用した川崎朝鮮初級学校の現校舎建替工事に伴い、川崎初級の教場機能を一時的に鶴見初級へ移す
- 2024年 - 閉校[2]

## 学科
- 幼稚班

## 所在地
- 〒230-0046 神奈川県横浜市鶴見区小野町10
- JR鶴見線鶴見小野駅から徒歩1分
- すぐ近くに横浜サイエンスフロンティア高校・附属中学がある。